# 绿带尾蜂鸟
绿带尾蜂鸟（学名：Lesbia nuna），是雨燕目蜂鸟科的一种鸟类。
绿带尾蜂鸟体重约3.7克，翼长约51.7毫米，嘴峰长约17.9毫米，喙宽度约2.4毫米，喙厚度约1.9毫米，跗蹠长约5.2毫米，尾长约72.6毫米。绿带尾蜂鸟在其分布区内为留鸟，其栖息在半开放的灌木丛中，食性为草食性，主要食物来源是植物的花蜜。

## 亚种
- ：分布于哥伦比亚的安第斯山脉地区；委内瑞拉西部梅里達有历史记录。
- ：分布于厄瓜多尔北部和中部的安第斯山脉。
- ：分布于厄瓜多尔东南部的安第斯山脉（阿苏艾省至洛哈省）。
- ：分布于秘鲁北部的安第斯山脉。
- ：分布于秘鲁中部的安第斯山脉（瓦努科省）。
- ：分布于秘鲁东南部的安第斯山脉。
- ：分布于玻利维亚的安第斯山脉（拉巴斯省至科恰班巴省）。[4]